# Puchalski Peak
Puchalski Peak är en bergstopp i Antarktis. Den ligger i Sydshetlandsöarna. Argentina, Chile och Storbritannien gör anspråk på området. Toppen på Puchalski Peak är 190 meter över havet.
Terrängen runt Puchalski Peak är kuperad åt nordost, men åt sydväst är den platt. Havet är nära Puchalski Peak åt sydväst. Trakten är glest befolkad. Närmaste befolkade plats är Commandante Ferraz Station, 10,6 kilometer nordväst om Puchalski Peak. 